# Atos de André

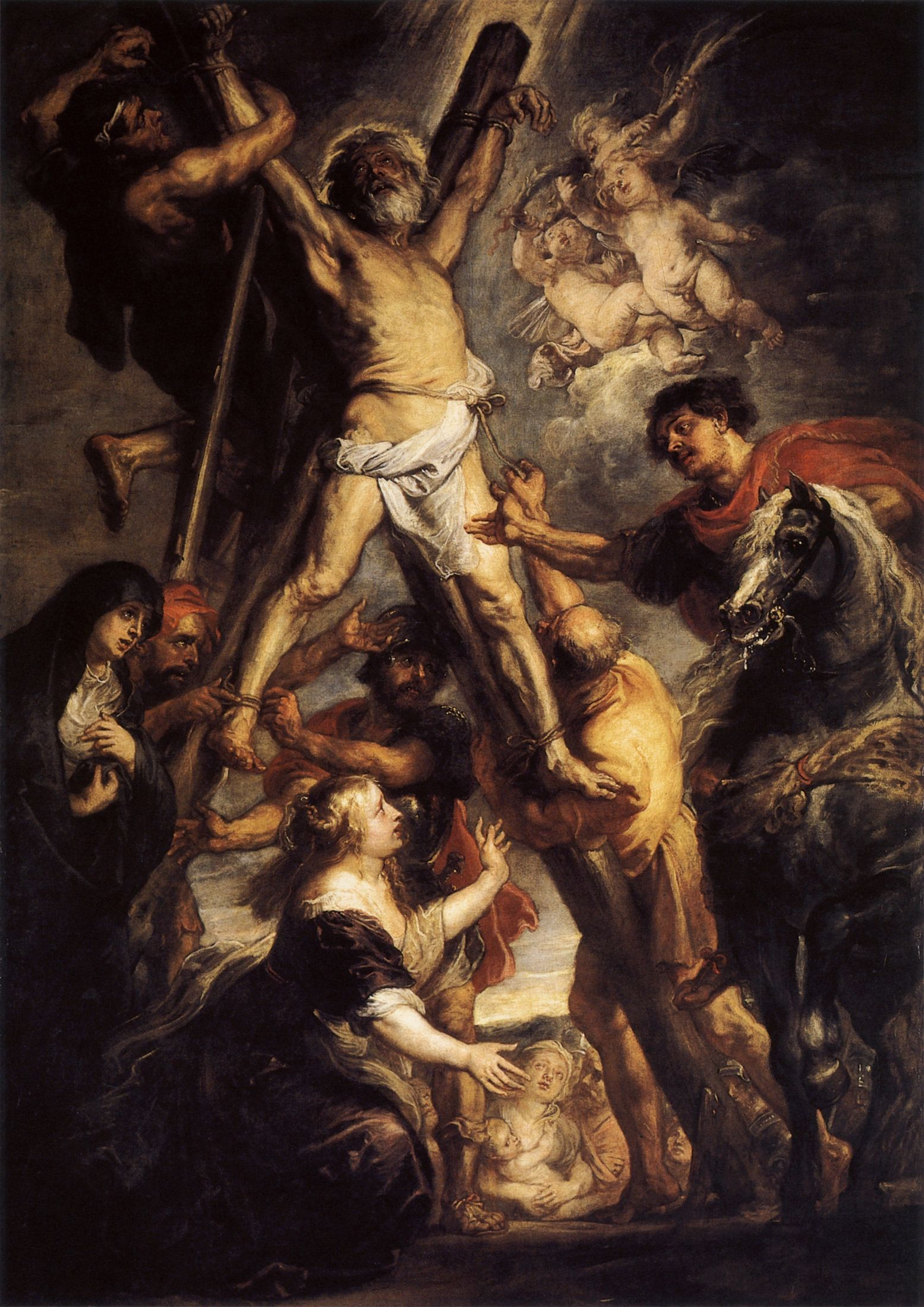
Martírio de Santo André.
Por Peter Paul Rubens (1638), Hospital de San Andrés de los Flamencos, Madri.

Atos de André (ou Acta Andreae) é o mais antigo testemunho dos atos e milagres do apóstolo André.

## Data
A versão sobrevivente é citada na obra do século III d.C., o Saltério Maniqueísta copta, possibilitando-nos estabelecer um terminus ante quem de acordo com os editores modernos, M.R. James (1924) e Jean-Marc Prieur no The Anchor Bible Dictionary (vol. 1, p. 246), mas ele mostra diversos sinais de uma origem no século II d.C. Prieur afirmou encontrar uma "peculiar cristologia no texto", seu silêncio sobre Jesus ser uma figura genuinamente histórica e sua falta de menção à organização eclesiástica na igreja antiga, de liturgia e rituais, levaram alguns a militar por uma data anterior. Já no século IV d.C., os Atos de André já estavam entre os apócrifos do Novo Testamento.
Prieur também afirma que seu "tom sereno" e sua inocência frente às polêmicas e disputas sobre suas ideias, além da falta de consciência sobre uma heterodoxia, particularmente nos aspectos cristológicos, mostram que "ele deriva de um período quando a cristologia da igreja ainda não tinha ainda se estabelecido firmemente."

## Manuscritos
Os episódios da narrativa protagonizada por André sobreviveram de forma incompleta em duas tradições manuscritas, fora algumas citações e fragmentos que se assume que vieram de seções perdidas. Uma das tradições é um antigo manuscrito copta de parte de uma narrativa conservado na biblioteca da universidade de Utrecht. A segunda é baseada no Martyrium grego, complementado por manuscritos que levam o total de capítulos até 65.

## Autoria e conteúdo
Tradicionalmente, acredita-se que o texto tenha se baseado nos Atos de João e nos Atos de Pedro, podendo os três terem tido o mesmo autor, o famoso Leucius Charinus, a quem se atribui quase todos os romances apostólicos do século II d.C. Como as demais obras do gênero, os Atos de André descrevem as supostas viagens do apóstolo, os milagres que ele realizou e, finalmente, o seu martírio.
Como nos outros dois Atos em que o Acta Andreae parece ter sido baseado, os milagres são extremamente sobrenaturais e extravagantes. Por exemplo, além dos milagres mais comuns, como ressuscitar os mortos e curar os cegos, ele sobreviveu a animais selvagens, acalmou tempestades e derrotou exércitos com o sinal da cruz. A obra também tem uma forte carga moralizante - André causa a morte de um feto que era um filho ilegítimo e resgata um garoto de sua mãe incestuosa, o que faz com que ela o acuse falsamente, obrigando Deus a enviar um terremoto para libertar André e o garoto. O texto avança tanto no sobrenatural que mesmo após ter sido crucificado, André é capaz de pregar por três dias.

### Atos de André e Matias
Num texto separado, conhecido pelo nome de Atos de André e Matias, que foi editado por Max Bonnet em 1898 e traduzido para o inglês por M.R. James, Matias é retratado como um prisioneiro no país dos anthropophagi (literalmente, "canibais") e sendo resgatado por André e Jesus. Atualmente não se considera este texto como parte dos Atos de André. Alternativamente, outra tradição, menos confiável, menciona que Matias foi enterrado em Jerusalém pelos judeus, onde teria sido decapitado.

## Crítica medieval
Eusébio de Cesareia conhecia a obra, que ele descartou como sendo produto de hereges e um absurdo. Gregório de Tours ficou muito contente em encontrar uma cópia e escreveu uma versão drasticamente reduzida dela em 593 d.C, deixando de fora as partes que "por sua extrema verbosidade, eram chamadas por alguns de apócrifas.", algo pelo que ele achou deviam ser condenadas. Sua versão livre expurga o detalhe de que a pregação ascética do apóstolo induz a esposa do procônsul a deixá-lo - algo socialmente e moralmente inaceitável para os ouvidos merovíngios - e coloca o texto em conformidade com a ortodoxia católica de seu tempo, adicionando depois ainda mais material.

## Gnosticismo
Os "Atos de André" já foram classificados como uma obra gnóstica antes que a Biblioteca de Nag Hammadi clarificasse o entendimento moderno do que era o Gnosticismo.